# 孔曉振
孔曉振（1980年4月4日—），韓國女演員，名字常被音譯為孔孝真，本貫曲阜孔氏。1999年，以電影《女高怪談2》出道。由於與鄭智薰、孔劉、張赫、金秀賢、車勝元、蘇志燮、趙寅成、李善均、曹政奭、河正宇、姜棟元、金來沅、姜河那等多位的男神合作，因此有「男神殺手」、「男神收割機」之稱。出道20年來，主演的電視劇平均收視率皆不低於兩位數，所以又被稱為「收視女王」。

## 演藝簡歷
孔曉振在2010年的浪漫喜劇《Pasta》中擔任廚師。她的演技備受肯定，從此被評為「浪漫喜劇女王」。
在《Pasta》的成功後，傳媒給了她Gongvely的化名，由她的姓和英語單詞“lovely”（可愛）組成。
同年年底，出版首本環境隨筆文集，「筆記本」或稱「孔書」，對於環境議題，栽培植物的幸福，日常生活中所遇到的環境問題等，表現出保護地球環境而做出努力的真實的一面。
2011年，孔曉振伙拍車勝元出演電視劇《最佳愛情》。這部電視劇獲得了觀眾的熱烈喜愛。因擁有自然的演技，實力再次受肯定。《最佳愛情》橫掃MBC戲劇獎，包括孔的最優秀演技獎。後來又在百想藝術大賞中獲得電視劇部門的最佳女主角。
孔曉振說她不喜歡刻板的漂亮角色，她說喜歡玩多方面的女人，像在《愛情小說》中沒有剃去腋毛的女生。她隨後與《愛情小說》的主演河正宇拍攝一部紀錄片－《577計劃》，跟隨一群演員走遍全國577公里（358英里）。
2013年，孔曉振再次出演洪氏姊妹的作品－《主君的太陽》，此為一個帶有恐怖元素的浪漫喜劇。拍檔蘇志燮稱孔為「目前出演浪漫喜劇中的最好的韓國女演員。」這齣劇瘋魔全國，並令蘇和孔獲得國內及國際名氣，更再次奠定孔曉振「浪漫喜劇女王」的地位。4月在首爾梨泰院一帶以37億韓元購置1棟房産，其中24億向銀行貸款。
2014年，孔曉振在醫學情景劇中扮演精神科醫生，《沒關係，是愛情啊》在年終內容影響力指數排名第三，並得到讚揚。
2015年，她出演了由朴智恩編寫的《製作人們》，這齣劇不僅在國內獲得了頗高的收視率，也在國際受到了廣泛的歡迎。
2016年，孔曉振伙拍曹政奭，出演《嫉妒的化身》，飾演氣象播報員。1月11日以63億韓元購入位於首爾市麻浦區的一棟2層建築（占地面積509.8平方米）63億韓元中，50億爲銀行貸款，孔曉振本人投資13億韓元。截至2017年9月，建築已升值至130億韓元。
2019年，孔曉振睽違三年再度出演電視劇，在《山茶花開時》中飾演單親媽媽，她以此劇獲得KBS演技大賞的大賞，及第15屆首爾國際電視節女子演員獎，並入圍百想藝術大賞電視劇部門的最佳女主角。這齣劇的收視率最終達到23.8%，是韓國2019年收視率最高的迷你劇，更榮獲百想藝術大賞電視部門的大賞。電影《最普通的戀愛》2019年10月2日上映，截至2019年12月12日，累計觀影人次為292萬4563人次，成為2014年至2019年6年間票房最高的爱情電影。

## 個人生活
2002年與一起拍攝電視劇《華麗的時節》和電影《No Manners》的柳承範成為戀人，兩人曾是小學同學，交往一年後宣布分手，但仍然維持著朋友關係，不過時隔5年又宣佈重新復合。2012年8月，透過經紀公司SOOP娛樂宣佈已於同年4月協議分手。2014年5月底，承認與李陣郁交往。2014年9月中，透過經紀公司發表了官方聲明，表示已與李陣郁分手。
2022年4月1日，承認與歌手Kevin Oh熱戀中。2022年8月，其經紀公司證實孔曉振即將於同年10月與Kevin Oh結婚。2022年10月11日，兩人在美國紐約低調完婚。

## 影視作品

### 電影
| 年份   | 片名                     | 角色     | 備註     |
| ------ | ------------------------ | -------- | -------- |
| 1999年 | 女高怪談2                | 智媛     | 主演     |
| 2001年 | 禮物                     | 女主持人 | 友情出演 |
| 2001年 | 殺手公司                 | 汝一     |          |
| 2001年 | 火山高校                 | 逍遙仙   |          |
| 2002年 | 驚喜派對                 | 仁珠     | 特别出演 |
| 2002年 | 緊急措施19號             | 金敏智   | 主演     |
| 2002年 | 品行不良                 | 张娜英   | 主演     |
| 2002年 | 奇異三人戀               | 黄金顺   | 主演     |
| 2005年 | 天軍                     | 金秀燕   | 主演     |
| 2006年 | 家族的誕生               | 善京     | 主演     |
| 2007年 | 兒子                     | 女儿     | 声音出演 |
| 2007年 | 幸福                     | 秀妍     | 友情出演 |
| 2007年 | M                        | 恩惠     | 主演     |
| 2008年 | 惡緣，踏上通往地獄的列車 | 金燕子   | 主演     |
| 2008年 | 胡蘿蔔小姐               | 楊美淑   | 主演     |
| 2009年 | 现在这样就好             | 明珠     | 主演     |
| 2010年 | 拯救能人                 | 具荷拉   | 声音出演 |
| 2010年 | 和牛一起旅行的方法       | 賢秀     | 主演     |
| 2012年 | 愛情小說                 | 熙珍     | 主演     |
| 2012年 | 577計劃                  | 孔曉振   | 主演     |
| 2013年 | 高齡化家族               | 美妍     | 主演     |
| 2013年 | 你何止美麗               | 英熙     | 短篇电影 |
| 2016年 | Missing：消失的女人      | 韓梅     | 主演     |
| 2017年 | 單身騎士                 | 李秀真   | 主演     |
| 2017年 | 霸气计划                 | 本人     | 特别出演 |
| 2018年 | 現在，很想見你           | 韓服女子 | 特别出演 |
| 2018年 | 鎖命危機                 | 趙京敏   | 主演     |
| 2019年 | 肇逃計畫                 | 殷詩妍   | 主演     |
| 2019年 | 最普通的恋爱             | 吳善英   | 主演     |
| 2022年 | 普通的勇气               |          | 主演     |
| 待公布 | 庆州纪行                 | 长珠     | 主演     |
| 待公布 | 楼上的人们               |          | 主演     |

### 電視劇
| 年份   | 電視台 | 劇名             | 角色         | 備註     |
| ------ | ------ | ---------------- | ------------ | -------- |
| 2001年 | SBS    | 華麗的時節       | 趙延實       |          |
| 2001年 | KBS    | 沒有希望的愛情   |              |          |
| 2002年 | MBC    | 預約愛情         | 宋美麗       |          |
| 2003年 | MBC    | 雪中情人         | 徐蓮郁       | 女主角   |
| 2003年 | KBS    | 小爸爸上學去     |              | 女主角   |
| 2005年 | SBS    | 餅乾老師星星糖   | 羅菩堤       | 女主角   |
| 2007年 | MBC    | 謝謝             | 李詠新       | 女主角   |
| 2010年 | MBC    | Pasta            | 徐有卿       | 女主角   |
| 2011年 | MBC    | 最佳愛情         | 具愛貞       | 女主角   |
| 2011年 | tvN    | 花美男拉麵店     |              | （客串） |
| 2013年 | SBS    | 主君的太陽       | 太恭實       | 女主角   |
| 2014年 | SBS    | 沒關係，是愛情啊 | 池海秀       | 女主角   |
| 2015年 | KBS2   | 製作人           | 卓藝珍       | 女主角   |
| 2016年 | SBS    | 嫉妒的化身       | 表娜麗       | 女主角   |
| 2019年 | KBS2   | 山茶花開時       | 吳冬柏／東白 | 女主角   |
| 2025年 | tvN    | 問問星星吧       | 伊芙·金      | 女主角   |

### MV
| 年份   | 歌手   | 歌名             | 合作演員     | 備註             |
| ------ | ------ | ---------------- | ------------ | ---------------- |
| 2003年 | 李秀英 | 《形單影支》     | 高洙、趙胤熙 |                  |
| 2003年 | 李秀英 | 《仍然緊閉雙唇》 | 高洙、趙胤熙 | 《形單影支》續集 |
| 2024年 | 曹政奭 | 《香檳》         | 金大明       |                  |

### 舞台劇
| 年份   | 名稱                                      | 角色 | 備註 |
| ------ | ----------------------------------------- | ---- | ---- |
| 2014年 | 《Educating Rita （页面存档备份，存于）》 | Rita |      |

## 綜藝節目
| 日期   | 電視台 | 節目名稱               | 備註 |
| ------ | ------ | ---------------------- | ---- |
| 2017年 |        | 《孔曉振的公開放送》   |      |
| 2021年 | KBS2   | 《從今天開始無害生活》 |      |

## 見面會
| 年份   | 名稱                                  | 舉行地點     | 備註 |
| ------ | ------------------------------------- | ------------ | ---- |
| 2015年 | Kong Hyo Jin 1st Fanmeeting in Taiwan | ATT Show Box |      |

## 獲獎列表
- 2001年
  - 第8屆SBS演技大賞 新人演技獎《華麗的時節》
- 2002年
  - 第38屆百想藝術大獎 電視部門 女子新人演技獎《華麗的時節》
  - 第29屆MBC演技大賞 人氣明星獎《隨你心意做》
- 2003年
  - 第17屆KBS演技大賞 女子優秀演技獎《尚道呀，上學去》
  - 第17屆KBS演技大賞 女子人氣獎《尚道呀，上學去》
  - 第17屆KBS演技大賞 最佳CP獎(與Rain)《尚道呀，上學去》
- 2006年
  - 第47屆塞薩洛尼基國際影展 最佳女演員《幸福的守候》
  - 第5屆韓國電影大獎 最佳女主角《幸福的守候》
- 2007年
  - 第6屆大韓民國映畵大賞女子助演賞《幸福》
  - 第6屆韓國電影大獎 最佳女配角《幸福》
  - 第34屆MBC演技大賞 女子最優秀演技獎《謝謝》
- 2008年
  - 第9屆大韓民國影像大展 電影演員部門 Photogenic《胡蘿蔔小姐》
  - 第8屆韓國電影大獎 最佳女主角《胡蘿蔔小姐》
  - 第7屆大韓民國映畵大賞女子主演賞《胡蘿蔔小姐》
  - 第11屆Director's Cut Awards 年度女子演技獎《胡蘿蔔小姐》
  - 第9屆女性電影人電影節女星電影人演技大賞《胡蘿蔔小姐》《惡緣，踏上通往地獄的列車》
- 2009年
  - 第8屆紐約亞洲電影節 亞洲新星獎《胡蘿蔔小姐》
- 2010年
  - 第3屆Style Icon Awards Style Leadar
  - 第37屆MBC演技大賞 女子最優秀演技獎《Pasta》
  - 第37屆MBC演技大賞 最佳CP獎(與李善均)《Pasta》
- 2011年
  - 第38屆MBC演技大賞 女子迷你劇最優秀演技獎《最佳愛情》
  - 第38屆MBC演技大賞 最佳CP獎(與車勝元)《最佳愛情》
  - 第38屆MBC演技大賞 女子人氣獎《最佳愛情》
  - 第5屆Mnet 20's Choice Hot Style lcon《最佳愛情》
  - 第5屆Mnet 20's Choice Movie Star《最佳愛情》
  - 第5屆Mnet 20's Choice Hot Drama Star《最佳愛情》
- 2012年
  - 第48屆百想藝術大獎 電視部門 女子最優秀演技賞《最佳愛情》
  - 第33屆青龍電影獎 人氣明星獎《愛情小說》
- 2013年
  - 第6屆Style Icon Awards 浪漫風尚女神獎
  - 第34屆青龍電影獎 人氣明星獎《高齡化家族》
- 2014年
  - 第5屆韓國大眾文化藝術獎 電視劇部門 最優秀女子演技獎《沒關係，是愛情啊》
  - 第21屆SBS演技大賞 迷你電視劇 女子最優秀演技獎《沒關係，是愛情啊》
  - 第21屆SBS演技大賞 最佳CP獎(與趙寅成)《沒關係，是愛情啊》
- 2015年
  - 時尚COSMO美麗盛典 Asia Beauty Icon
  - 第52屆大鐘獎 人氣女演員
  - 第3屆DramaFever Awards 最佳吻戲獎(與趙寅成)《沒關係，是愛情啊》
  - 第21屆SBS演技大賞 最佳CP獎(與趙寅成)《沒關係，是愛情啊》
  - 第28屆KBS演技大賞 最佳CP獎(與金秀賢)《製作人的那些事》
  - 第28屆KBS演技大賞 最佳CP獎(與車太鉉)《製作人的那些事》
- 2016年
  - 16Fashion Star Awards 年度最佳穿衣獎
  - 第52屆大鐘獎 人氣女演員
  - 第10屆KAFA Flim Awards KAFA Star New Face Awards《女高怪談2 鬼戀人》
  - 第10屆韓國電影藝術學院電影獎 最佳女演員《女高怪談2 鬼戀人》
  - 第5屆韓國電影演員協會 Top Star Awards《Missing：消失的女人》
  - 第23屆SBS演技大賞 浪漫類電視劇 女子最優秀演技賞《嫉妒的化身》
- 2017年
  - 17 ELLE Korea Style Awards Super Icon
  - 第37屆黃金攝影獎	最佳女主角《Missing：消失的女人》
  - 第5屆DramaFever Awards 最佳吻戲獎(與曹政奭)《嫉妒的化身》
- 2019年
  - 第33屆KBS演技大賞 大賞《山茶花開時》
  - 第33屆KBS演技大賞 最佳CP獎(與姜河那)《山茶花開時》
- 2020年
  - 第15屆首爾國際電視節 最佳女演員《山茶花開時》
  - 第11屆韓國大眾文化藝術獎 國務總理表彰《山茶花開時》

## 外部連結
- 孔曉振的Instagram帳戶
- 孔曉振的新浪微博（中文）
- 孔曉振在NAVER上的资料
- 孔曉振在Daum上的资料
- 孔曉振在互联网电影资料库（IMDb）上的資料（英文）